# Хидроцефалија
Хидроцефалија је стање при коме абнормално сакупљање ликвора у мозгу изазива појачање унутрашњег притиска унутар лобање тзв. компресије мозга. Узрок овоме је најчешће блокада одлива ликвора.